# Gouvernement Sinlapa-acha
Thaïlande
50e cabinet
(Chuan Likphai I) 52e cabinet
(Chawalit Yongchaiyut)
Le gouvernement de Banhan Sinlapa-acha (en thaï : คณะรัฐมนตรีบรรหาร ศิลปอาชา ; RTGS : Khana Ratmontri Banharn Sinlapa-acha) est le 51e gouvernement de Thaïlande entre le 18 juillet 1995 et le 25 novembre 1996, sous la 19e législature de la Chambre des représentants.

## Composition initiale
Aucun parti n'ayant remporté la majorité des sièges à la Chambre à l'élection du 2 juillet 1995, un gouvernement de coalition est formé et est mené par le premier parti arrivé en tête des élections, ce qui est le cas du Parti de la Nation thaïe, mené par Banhan Sinlapa-acha. D'autres partis rejoignent la coalition, tels que le Parti de la Nouvelle Aspiration, le Palang Dharma (PD), le Parti de l'Action sociale (PAS), le Parti du peuple thaï (PPT), le Nam Thai (NT) et le Parti de la Masse (PM), ce qui permet au gouvernement d'avoir une majorité le soutenant à la Chambre des représentants, soit 232 sièges sur 391.
Banhan Sinlapa-acha est nommé et investi Premier ministre le 13 juillet 1995. Son gouvernement est annoncé par décret royal le 18 juillet.
| Poste                                                               | Titulaire               | Titulaire                 | Parti |
| ------------------------------------------------------------------- | ----------------------- | ------------------------- | ----- |
| Ministres                                                           |                         |                           |       |
| Premier ministre Ministre de l'Intérieur                            |                         | Banhan Sinlapa-acha       | PNT   |
| Vice-Premier ministre Ministre de la Défense                        |                         | Chawalit Yongchaiyut      | PNA   |
| Vice-Premier ministre                                               |                         | Thaksin Shinawatra        | PD    |
| Vice-Premier ministre                                               |                         | Boonphan Khaewattana      | PAS   |
| Vice-Premier ministre                                               |                         | Samak Sunthorawet         | PPT   |
| Vice-Premier ministre                                               |                         | Amnuay Wirawan            | NT    |
| Ministre auprès du Cabinet du Premier ministre                      |                         | Pongpol Adireksarn        | PNT   |
| Ministre auprès du Cabinet du Premier ministre                      | Ruangwit Lik            |                           | PNT   |
| Ministre auprès du Cabinet du Premier ministre                      | Piyanat Watcharaporn    |                           | PNT   |
| Ministre auprès du Cabinet du Premier ministre                      |                         | Prasong Boonpong          | PNA   |
| Ministre auprès du Cabinet du Premier ministre                      |                         | Jarat Phuachuay           | PD    |
| Ministre auprès du Cabinet du Premier ministre                      |                         | Rakkiat Sukthana          | PAS   |
| Ministre auprès du Cabinet du Premier ministre                      |                         | Phokin Phonlakul          | PNA   |
| Ministre des Finances                                               |                         | Surakiat Sathienthai      | SE    |
| Ministre des Affaires étrangères                                    |                         | Kasemsamosorn Kasermsri   | NT    |
| Ministre de l'Agriculture et des Coopératives                       |                         | Montree Pongpanich        | PAS   |
| Ministre des Transports                                             |                         | Wan Muhammad Nor Matha    | PNA   |
| Ministre du Commerce                                                |                         | Chuchip Harnsawat         | PNT   |
| Ministre de la Justice                                              |                         | Chalerm Yoobumroong       | PM    |
| Ministre du Travail et du Bien-être social                          |                         | Pisarn Moonsasartsathorn  | PNA   |
| Ministre des Sciences, de la Technologie et de l'Environnement      |                         | Yingphan Manasikarn       | PPT   |
| Ministre de l'Éducation                                             |                         | Sukavitch Rangsitpol      | PNA   |
| Ministre de la Santé publique                                       |                         | Senor Thienthong          | PNT   |
| Ministre de l'Industrie                                             |                         | Chaiwat Sinsuwong         | PD    |
| Ministre des Affaires universitaires                                |                         | Boonchu Treethong         | PNT   |
| Vice-ministres                                                      |                         |                           |       |
| Vice-ministre des Finances                                          |                         | Praphat Phosuthon         | PNT   |
| Vice-ministre des Finances                                          | Newin Chidchob          |                           | PNT   |
| Vice-ministre de l'Agriculture et des Coopératives                  |                         | Suwit Khunkitti           | PAS   |
| Vice-ministre de l'Agriculture et des Coopératives                  |                         | Charnchai Pathumarak      | PNT   |
| Vice-ministre de l'Agriculture et des Coopératives                  |                         | Chatchai Euasakul         | PNA   |
| Vice-ministre de l'Agriculture et des Coopératives                  | Monthol Kraiwatnusasorn |                           | PNA   |
| Vice-ministre des Transports                                        |                         | Sombat Uthaisang          | SE    |
| Vice-ministre des Transports                                        |                         | Pheerapong Thanompongphan | PD    |
| Vice-ministre des Transports                                        |                         | Somsak Thepsuthin         | PAS   |
| Vice-ministre des Transports                                        |                         | Chaiphak Siriwat          | PPT   |
| Vice-ministre du Commerce                                           |                         | Phairot Suwanchawee       | PNT   |
| Vice-ministre du Commerce                                           |                         | Montree Danphaiboon       | PNA   |
| Vice-ministre de l'Intérieur                                        |                         | Suchat Tancharoen         | PNT   |
| Vice-ministre de l'Intérieur                                        |                         | Kiatchai Chaichaowarat    | PNA   |
| Vice-ministre de l'Intérieur                                        |                         | Sudarat Keyuraphan        | PD    |
| Vice-ministre de l'Intérieur                                        |                         | Sornchai Montreewat       | NT    |
| Vice-ministre des Sciences, de la Technologie et de l'Environnement |                         | Udomsak Thangthong        | PNT   |
| Vice-ministre de l'Éducation                                        |                         | Chingchai Mongkoltham     | PNA   |
| Vice-ministre de l'Éducation                                        |                         | Chawarin Lathasaksiri     | PNT   |
| Vice-ministre de la Santé publique                                  | Sornart Klinpathum      |                           | PNT   |
| Vice-ministre de la Santé publique                                  |                         | Thawatwong na Chiang Mai  | PNA   |
| Vice-ministre de l'Industrie                                        |                         | Sonthaya Khunpluem        | PNT   |
| Vice-ministre de l'Industrie                                        |                         | Anusorn Wongwan           | SE    |

## Évolution de la composition du gouvernement

### Ajustement du 28 février 1996
Le 28 février 1996, il est annoncé par décret royal des changements d'attribution de portefeuille.

#### Changement de portefeuille
- Boonphan Khaewattana, vice-Premier ministre, est nommé ministre auprès du Cabinet du Premier ministre ;
- Prasong Boonpong, ministre auprès du Cabinet du Premier ministre, est nommé vice-ministre du Travail et du Bien-être social ;
- Jarat Phuachuay, ministre auprès du Cabinet du Premier ministre, est nommé vice-ministre des Affaires étrangères ;
- Rakkiat Sukthana, ministre auprès du Cabinet du Premier ministre, est nommé vice-ministre de l'Agriculture et des Coopératives ;
- Montree Pongpanich, ministre de l'Agriculture et des Coopératives, est nommé vice-Premier ministre ;
- Suwit Khunkitti, vice-ministre de l'Agriculture et des Coopératives, est nommé ministre du même ministère ;
- Chatchai Euasakul, vice-ministre de l'Agriculture et des Coopératives, est nommé ministre auprès du Cabinet du Premier ministre.

### Ajustement du 3 mai 1996
Le 3 mai 1996, un ministre change de portefeuille et un nouveau membre, nommé vice-ministre, rentre au gouvernement. Cet ajustement est annoncé par décret royal le 15 mai.

#### Changement de portefeuille
- Prasong Boonpong, vice-ministre du Travail et du Bien-être social, est nommé ministre du même ministère.

#### Entrée au gouvernement
- Poonsawat Moonsasartsathorn est nommé vice-ministre du Travail et du Bien-être social.

### Démissions et remaniement de mai 1996

#### Démissions du 23 au 28 mai
Le 28 mai 1996, il est annoncé que plusieurs membres du gouvernement avaient remis leurs démissions du gouvernement :
- Newin Chidchob, vice-ministre des Finances (23 mai 1996) ;
- Phairot Suwanchawee, vice-ministre du Commerce (23 mai 1996) ;
- Suchart Tancharoen, vice-ministre de l'Intérieur (23 mai 1996) ;
- Anusorn Wongwan, vice-ministre de l'Industrie (23 mai 1996) ;
- Boonchu Treethong, ministre des Affaires universitaires (23 mai 1996) ;
- Thaksin Shinawatra, vice-Premier ministre (24 mai 1996) ;
- Jarat Phuachuay, vice-ministre des Affaires étrangères (24 mai 1996) ;
- Pheerapong Thanompongphan, vice-ministre des Transports (24 mai 1996) ;
- Sudarat Keyuraphan, vice-ministre de l'Intérieur (24 mai 1996) ;
- Chaiwat Sinsuwong, ministre de l'Industrie (24 mai 1996) ;
- Kasemsamosorn Kasermsri, ministre des Affaires étrangères (27 mai 1996) ;
- Surakiat Sathienthai, ministre des Finances (28 mai 1996).

#### Remaniement du 28 mai 1996
Le même jour de l'annonce des démissions successives, de nombreux ministres sont renommés  à leur poste tandis que de nouveaux membres sont aussi nommés. Un autre membre se voit aussi rajouter un portefeuille supplémentaire.

##### Renomination
- Thaksin Shinawatra, renommé vice-Premier ministre ;
- Jarat Phuachuay, renommé vice-ministre des Affaires étrangères ;
- Pheerapong Thanompongphan, renommé vice-ministre des Transports ;
- Sudarat Keyuraphan, renommée vice-ministre de l'Intérieur ;
- Chaiwat Sinsuwong, renommé ministre de l'Industrie ;
- Boonchu Treethong, renommé ministre des Affaires universitaires.

##### Ajout de portefeuille supplémentaire
- Amnuay Wirawan, vice-Premier ministre, se voit rajouter le portefeuille de ministre des Affaires étrangères.

##### Entrée au gouvernement
- Badee Junnanont, nommé ministre des Finances ;
- Sermsak Karun, nommé vice-ministre des Finances ;
- Amnuay Yotsuk, nommé vice-ministre du Commerce.

### Démissions et remaniement de juin-juillet 1996

#### Démissions de juin-juillet 1996
Le 15 juin 1996, il est annoncé que 2 ministres et 1 vice-ministre ont remis leur démission du gouvernement :
- Samak Sunthorawet, vice-Premier ministre ;
- Chaiphak Siriwat, vice-ministre des Transports ;
- Yingphan Manasikarn, ministre des Sciences, de la Technologie et de l'Environnement.

Deux autres démissions suivent le 1er juillet : 
- Jarat Phuachuay, vice-ministre des Affaires étrangères ;
- Pheerapong Thanompongphan, vice-ministre des Transports.

#### Remaniement du 3 juillet 1996
Parmi les démissions annoncées précédemment, seuls 3 ministres sont reconduits dans leurs fonctions dans un remaniement annoncé le 3 juillet 1996 et décrété le jour d'après. Deux nouveaux membres sont par ailleurs nommés au gouvernement.

##### Renomination
- Samak Sunthorawet, renommé vice-Premier ministre ;
- Chaiphak Siriwat, vice-ministre des Transports ;
- Yingphan Manasikarn, ministre des Sciences, de la Technologie et de l'Environnement.

##### Entrée au gouvernement
- Pracha Khunakaserm, nommé vice-ministre des Affaires étrangères ;
- Phimpha Chanprasong, nommée vice-ministre des Transports.

### Démissions d'août et remaniement de septembre 1996

#### Démissions du 14 août 1996
Cinq démissions sont de nouveaux annoncés le 14 août 1996 :
- Thaksin Shinawatra, vice-Premier ministre ;
- Pracha Khunakaserm, vice-ministre des Affaires étrangères ;
- Phimpha Chanprasong, vice-ministre des Transports ;
- Sudarat Keyuraphan, vice-ministre de l'Intérieur ;
- Chaiwat Sinsuwong, ministre de l'Industrie.

#### Remaniement du 23 septembre 1996
De nouveaux membres sont nommés au gouvernement le 23 septembre 1996, dont un membre faisant partie de la composition initiale : 
- Kasemsamosorn Kasermsri (ministre des Affaires étrangères dans la composition initiale), nommé vice-Premier ministre ;
- Kosit Panpiemrat, nommé ministre de l'Industrie ;
- Wiroj Saengsanit, nommé vice-ministre de la Défense ;
- Chaiwat Wiboonsawat, nommé vice-ministre des Finances ;
- Thep Thewakul, nommé vice-ministre des Affaires étrangères ;
- Sukont Karnjanalai, nommée vice-ministre du Commerce ;
- Asa Meksawan, nommé vice-ministre de l'Industrie.

### Démissions d'octobre et de novembre 1996

#### Démissions d'octobre 1996
- Badee Junnanont, ministre des Finances (15 octobre 1996)[11] ;
- Sermsak Karun, vice-ministre des Finances (22 octobre 1996)[11].

#### Démission du 18 novembre 1996
- Chaiwat Wiboonsawat, vice-ministre des Finances[12].

## Fin du gouvernement
Du 18 au 20 septembre 1996, une motion de censure, soutenue par le Parti démocrate, est lancée contre Banhan Sinlapa-acha et son gouvernement. Des partis soutenant le gouvernement de coalition, tels que la Nouvelle Aspiration, le Nam Thai et le Parti de la Masse, ont aussi demandé la démission du Premier ministre. Le 27 septembre 1996, la Chambre des représentants est dissoute par Banhan Sinlapa-acha et investie par le roi Rama IX le jour d'après. Le décret royal du 28 septembre prévoit aussi l'organisation des nouvelles élections le 17 novembre 1996. Le gouvernement reste en fonction jusqu'à la nomination du nouveau gouvernement.